# Yordenis Ugás
Yordenis Ugás Hernández (Santiago de Cuba, 14 de julho de 1986) é um boxista cubano que representou seu país nos Jogos Olímpicos de Verão de 2008, realizados em Pequim, na República Popular da China. Competiu na categoria leve onde conseguiu a medalha de bronze após perder nas semifinais para o francês Daouda Sow.
A carreira amadora do cubano incluiu vitórias sobre os atuais e ex-campeões, incluindo Terence Crawford, Darlys Perez, Francisco Vargas, Khabib Allakverdiev, Jose Pedraza, Julius Indongo e Sadam Ali. É o atual campeão mundial supermeio-médio da Associação Mundial de Boxe (WBA, na sigla em inglês).

## Carreira Amadora
Ugás foi campeão mundial de Sub-17 (cadetes) em 2003, porém perdeu no campeonato juvenil de 2004 contra Amir Khan. Em outras ocasiões, perdeu duas vezes para o compatriota Luis Franco no peso pena, terminando em terceiro lugar no campeonato cubano de 2004 no peso pena.
Em 2005 mudou para o peso leve, onde obteve grande sucesso, vencendo o Campeonato Cubano de 2005 a 2008. Ele ganhou um torneio chamado Campeonato PanAm em 2005, contudo, em outros torneios ele foi derrotado duas vezes para Serik Sapiyev.
No Campeonato Mundial Sênior de 2005, lutou contra Ibrahim Kamal e Khabib Allakhverdiyev e na final derrotou Ramal Amanov, do Azerbaijão . Já em 2006 ele venceu o Campeonato Centroamericano. Ele fez parte da seleção cubana que conquistou a Copa do Mundo de Boxe de 2006.
Em 2007, ele derrotou Yordan Frometa e Roniel Iglesias no campeonato nacional. Ainda naquele ano, Ugás venceu os Jogos Pan-Americanos de 2007 derrotando Darleys Pérez e Everton Lopes.
Em 2008, ele defendeu o campeonato nacional contra o velho adversário Luis Franco e venceu sua eliminatória olímpica. Em Pequim, ele foi derrotado na semifinal pelo francês Daouda Sow.
Em 2009 subiu ao meio-médio júnior vencendo Roniel Iglesias na final nacional.

### Jogos Olímpicos
- 2008 em Pequim, China (como peso leve)
  - Venceu Hamza Kramou (Argélia) 21-3
  - Venceu Domenico Valentino (Itália) 10-2
  - Venceu Popescu georgiano derrotado (Romênia) 11-7
  - Perdeu para Daouda Sow (França) 8-15

### Campeonatos do Mundo
- 2005
  - Venceu Fayzuloyev Marufyon (Tajiquistão) 28-14
  - Perdeu para Asghar Ali Shar (Paquistão) 28-14
  - Venceu Ibrahim Kamal (Canadá) 23-14
  - Perdeu para Jong Sub-Good (Coreia do Sul) 34-16
  - Venceu Khabib Allakhverdiyev (Rússia) 45-22
  - Venceu Romal Amanov (Azerbaijão) 42-28

### Copa do Mundo
- 2005 em Moscou, Rússia (como peso leve)
  - Venceu Pichai Sayotha (Tailândia) 45-12
  - Venceu Georgian Popescu (Romênia) RSC-3
  - Perdeu para Serik Sapiyev (Cazaquistão) 35-46
  - Venceu Murat Khrachev (Rússia) 50–30

### Campeonato Cubano de Boxe
- 2003 (peso pena)
  - Venceu Yosbel Melgarejo RSCO 2
  - Venceu Yudenis Gonzalez 35-31
  - Venceu Sander Rodriguez 21-7

Perdeu para Yosvani Aguilera por 5-17 (2º colocado)
- 2004 (peso pena)
  - Venceu Alexios Barrios 3-2
  - Venceu Lester Diaz 18-9
  - Perdeu para Luis Franco 13-13 54-65 (semifinal)
- 2005 (peso leve)
  - Venceu para Ceilan Varona 17-4
  - Venceu para Yosbel Melarejo 13-5
  - Venceu Michel Sarria Mendez por 20-10
  - Venceu Raudel Sanchez (Cuba) 15-6
- 2006 (peso leve)
  - Venceu José Agramonte RSCO 2
  - Venceu Victor Perez walk-over
  - Venceu raça Yoandri 23-7
  - Venceu Michel Sarria Mendez 25-9
- 2007 (peso leve)
  - Venceu Frank Isla RSC 2
  - Venceu Yordan Frometa RSCO 3 (21-1)
  - Venceu Jorge Moiran derrotado por 15-5
  - Venceu Julio Cesar Figueredo 25-1
  - Venceu Rosniel Iglesias (21-8
- 2008 (peso leve)
  - Venceu Onelis Perez por 20-0
  - Venceu Luis Franco 14-4
  - Venceu Eldris Terrero 14-5
  - Venceu Pablo de la Cruz 17-3

## Carreira Profissional
Apelidado de "54 Milagros" (Milagres), Ugas desertou de Cuba em 2010, fazendo a tortuosas rota do México a Miami, deixando para trás seus pais e vários familiares, e se tornando profissional como meio-médio de Miami em 2010. Em 9 de julho de 2010, ele fez sua estreia profissional.
As vitórias iniciais de Ugas foram compostas por uma decisão unânime sobre Dino Dumonjic e uma no primeiro assalto contra DeJuan Jackson (ambos em julho), um nocaute técnico no segundo assalto contra Marqus Jackson (agosto), um nocaute técnico de 97 segundos de Anthony Adams (setembro) e uma decisão unânime sobre Anthony Woods (outubro) todas em 2010.
Em 9 de março de 2019, Ugás lutou sua primeira luta pelo título da carreira contra Shawn Porter para o WBCtítulo do meio-médio. Ugás lutou muito e acertou os tiros mais limpos ao longo da luta. Porter teve algum sucesso com seu jab no quarto round, mas Ugás foi melhor no round seguinte, depois que os dois lutadores trocaram tiros no meio do ringue no final do quinto. Ugás também teve uma finalização mais forte na luta, e conseguiu acertar Porter perto do olho esquerdo aos décimos. Depois que o sinal final tocou, o time de Ugás já começou a comemorar, enquanto Porter apenas ficou parado olhando para o seu corner. Para a surpresa de muitos fãs, dois dos juízes marcaram a luta a favor de Porter, 116-112 e 115-113, enquanto apenas um dos juízes marcou a luta a favor de Ugás, 117-111. A multidão estava vaiando o que parecia para muitos uma controversa vitória por decisão dividida para Porter.
Em sua luta seguinte, Ugás dominou o ex-campeão mundial Omar Figueroa com uma vitória por decisão unânime, vencendo todos os rounds no processo. Os três juízes marcaram a luta por 119-107 para o cubano, que teve apenas um ponto deduzido por segurar no quinto round.
Em sua luta seguinte, UGAS lutou Mike Dallas Jr. Ugás lutou bem e conseguiu machucar Dallas Jr. em várias ocasiões. Após o sétimo round, o corner de Dallas Jr já havia visto o suficiente e informou ao árbitro que ele não continuaria a luta.
Em 6 de setembro de 2020, Ugas finalmente realizou seus sonhos, vencendo uma decisão dividida em 12 rodadas sobre o jogo Abel Ramos para capturar o título WBC Mundial Peso médio. 
Em 2021 Ugás venceu Pacquiao por decisão unânime em Las Vegas, apresentando um desempenho técnico impressionante com 11 dias de antecedência e mantendo seu título meio-médio da WBA.

## Professional boxing record
Predefinição:BoxingRecordSummary
| No. | Resultos | Recordes | Oponentes                | Tipo | Round, tempo | Data                    | Local                                                        | Nota                                           |
| --- | -------- | -------- | ------------------------ | ---- | ------------ | ----------------------- | ------------------------------------------------------------ | ---------------------------------------------- |
| 31  | vitória  | 27–4     | Manny Pacquiao           | UD   | 12           | 21 de agosto de 2021    | T-Mobile Arena, Paradise, Nevada, U.S.                       | Predefinição:Título meio-médio da WBA (Super)  |
| 30  | vitória  | 26–4     | Abel Ramos               | SD   | 12           | 6 de setembro de 2020   | Microsoft Theater, Los Angeles, California, U.S.             | Won vacant WBA (Regular) welterweight title    |
| 29  | vitória  | 25–4     | Mike Dallas Jr.          | RTD  | 7 (12), 3:00 | 1 de fevereiro de 2020  | Beau Rivage Resort, Biloxi, Mississippi, U.S.                |                                                |
| 28  | vitória  | 24–4     | Omar Figueroa Jr.        | UD   | 12           | 20 de julho de 2019     | MGM Grand Garden Arena, Paradise, Nevada, U.S.               |                                                |
| 27  | Derrota  | 23–4     | Shawn Porter             | SD   | 12           | 9 de março de 2019      | Dignity Health Sports Park, Carson, California, U.S.         | For WBC welterweight title                     |
| 26  | vitória  | 23–3     | Cesar Miguel Barrionuevo | UD   | 12           | 8 de setembro de 2018   | Barclays Center, New York City, New York, U.S.               |                                                |
| 25  | vitória  | 22–3     | Jonathan Batista         | TKO  | 2 (8), 1:16  | 16 de junho de 2018     | The Ford Center at The Star, Frisco, Texas, U.S.             |                                                |
| 24  | vitória  | 21–3     | Ray Robinson             | TKO  | 7 (12), 1:05 | 17 de agosto de 2018    | Mandalay Bay Events Center, Paradise, Nevada, U.S.           |                                                |
| 23  | vitória  | 20–3     | Thomas Dulorme           | UD   | 10           | 26 de agosto de 2017    | T-Mobile Arena, Paradise, Nevada, U.S.                       |                                                |
| 22  | vitória  | 19–3     | Nelson Lara              | TKO  | 2 (10), 0:53 | 25 de abril de 2017     | Fitzgerald's Casino & Hotel, Tunica, Mississippi, U.S.       |                                                |
| 21  | vitória  | 18–3     | Levan Ghvamichava        | SD   | 10           | 2 de fevereiro de 2017  | Horseshoe Casino, Tunica, Mississippi, U.S.                  |                                                |
| 20  | vitória  | 17–3     | Bryant Perrella          | TKO  | 4 (10), 2:20 | 27 de setembro de 2016  | Buffalo Thunder Casino, Pojoaque, New Mexico, U.S.           |                                                |
| 19  | vitória  | 16–3     | Jamal James              | UD   | 10           | 12 de agosto de 2016    | Turning Stone Resort Casino, Verona, New York, U.S.          |                                                |
| 18  | derrota  | 15–3     | Amir Imam                | UD   | 8            | 10 de maio de 2014      | USC Galen Center, Los Angeles, California, U.S.              |                                                |
| 17  | derrota  | 15–2     | Emmanuel Robles          | SD   | 10           | 28 de fevereiro de 2014 | Crowne Plaza Hotel, San Diego, California, U.S.              | For WBC Latino interim super lightweight title |
| 16  | vitória  | 15–1     | John Williams            | UD   | 10           | 17 de agosto de 2013    | Revel Resort, Atlantic City, New Jersey, U.S.                |                                                |
| 15  | vitória  | 14–1     | Adan Hernandez           | KO   | 1 (10), 0:40 | 27 de junho de 2013     | The Deck, Essington, Pennsylvania, U.S.                      |                                                |
| 14  | vitória  | 13–1     | Cosme Rivera             | UD   | 10           | 7 de dezembro de 2012   | Civic Center, Kissimmee, Florida, U.S.                       |                                                |
| 13  | vitória  | 12–1     | Dedrick Bell             | KO   | 3 (6), 0:46  | 10 de novembro de 2012  | River Edge, Reading, Pennsylvania, U.S.                      |                                                |
| 12  | derrota  | 11–1     | Johnny Garcia            | SD   | 8            | 23 de março de 2012     | Casino Del Sol, Tucson, Arizona, U.S.                        |                                                |
| 11  | vitória  | 11–0     | Esteban Almaraz          | UD   | 8            | 13 de janeiro de 2012   | Hard Rock Hotel & Casino, Paradise, Nevada, U.S.             |                                                |
| 10  | vitória  | 10–0     | Rynell Griffin           | TKO  | 2 (6)        | 29 de outubro de 2011   | WinStar Casino, Thackerville, Oklahoma, U.S.                 |                                                |
| 9   | vitória  | 9–0      | Fernando Rodriguez       | UD   | 6            | 13 de agosto de 2011    | Bally's Atlantic City, New Jersey, U.S.                      |                                                |
| 8   | vitória  | 8–0      | Kenny Abril              | UD   | 6            | 25 de junho de 2011     | South Philly Arena, Philadelphia, Pennsylvania, U.S.         |                                                |
| 7   | vitória  | 7–0      | Carlos Garcia Hernandez  | TKO  | 6 (6), 1:05  | 16 de abril de 2011     | Coliseo Ruben Rodriguez, Bayamon, Puerto Rico                |                                                |
| 6   | vitória  | 6–0      | Carlos Musquez           | UD   | 6            | 19 de fevereiro de 2011 | Mandalay Bay Events Center, Paradise, Nevada, U.S.           |                                                |
| 5   | vitória  | 5–0      | Anthony Woods            | UD   | 4            | 19 de outubro de 2010   | Seminole Hard Rock Hotel and Casino, Hollywood, Florida U.S. |                                                |
| 4   | vitória  | 4–0      | Anthony Adams            | TKO  | 1 (4), 1:37  | 24 de setembro de 2010  | Paragon Casino, Marksville, Louisiana, U.S.                  |                                                |
| 3   | vitória  | 3–0      | Marqus Jackson           | TKO  | 2 (4), 1:23  | 18 de agosto de 2010    | Civic Center, Monroe, Louisiana, U.S.                        |                                                |
| 2   | vitória  | 2–0      | DeJuan Jackson           | KO   | 1 (4), 1:22  | 30 de julho de 2010     | Buffalo Run Casino, Miami, Oklahoma, U.S.                    |                                                |
| 1   | vitória  | 1–0      | Dino Dumonjic            | UD   | 4            | 9 de julho de 2010      | Club Europe, Atlanta, Georgia, U.S.                          |                                                |